# Europejski Dzień Parków Narodowych
Europejski Dzień Parków Narodowych, (ang.) European Day of Parks – coroczne święto obchodzone w państwach Unii Europejskiej i nieunijnych państwach Europy 24 maja.
Europejski Dzień Parków Narodowych upamiętnia utworzenie pierwszego w Europie parku narodowego – Sarek (park ten został utworzony 24 maja 1909 roku). Pierwsze obchody tego święta odbyły się w 1999 roku.
Święto to ma na celu wzmocnienie międzynarodowej współpracy w zakresie ochrony środowiska. W tym dniu wiele parków narodowych znajdujących się w Europie organizują różne działania podnoszące świadomość społeczną na temat ochrony środowiska.